# Ceanothus leucodermis

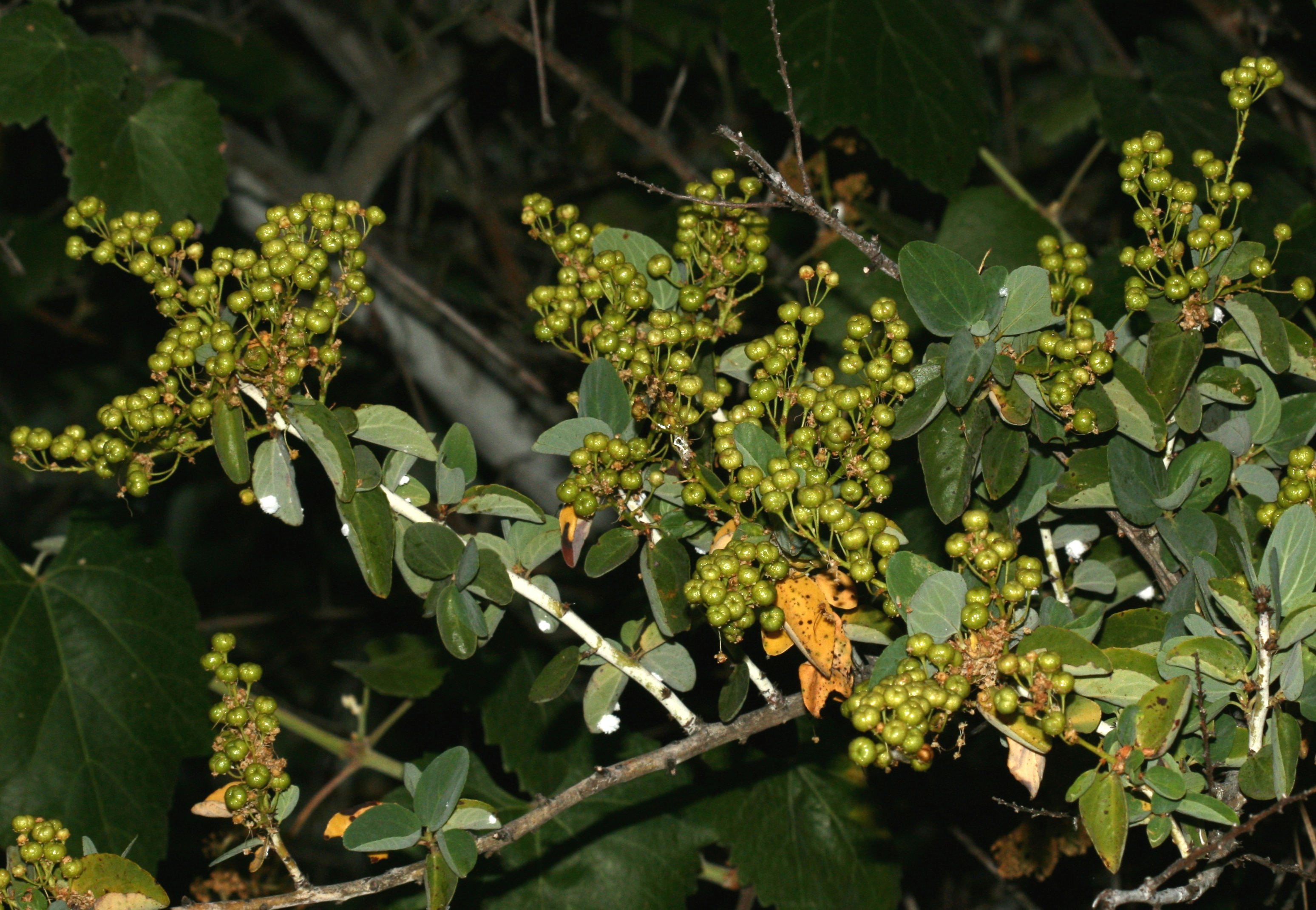
Junger Fruchtstand

Ceanothus leucodermis (englisch chaparral whitethorn, chaparral white thorn) ist eine Pflanzenart aus der Familie der Kreuzdorngewächse. Diese Säckelblume ist eine wichtige Nahrungsquelle für verschiedene Arten von Huftieren wie Maultierhirsch und Wüsten-Dickhornschaf, die die jungen Triebe gegenüber den älteren, dornigen Sprossen bevorzugen.

## Beschreibung
Ceanothus leucodermis ist ein dorniger Strauch von bis zu 4 Metern Höhe. Die Rinde ist grau-weiß, wächsern und etwas haarig, insbesondere an den jungen Trieben. Die kleinen Zweige verhärten sich im Alter zu scharfspitzigen Dornen.
Die kurz gestielten immergrünen Blätter sind wechselständig angeordnet, fast kahl, eiförmig bis verkehrt-eiförmig, spitz bis stumpf und bis zu 4 Zentimeter lang. Die Ränder sind ganz oder mit winzigen, drüsigen Zähnen versehen. Sie sind mit einer zarten weißgepuderten Schicht überzogen, „bereift“, die abgerieben werden kann und unterseits heller. Die Nervatur ist dreizählig. Die Nebenblätter sind kleine blattartige Strukturen am Blattstiel, sind dünn und fallen im Vergleich zu anderen Arten der Gattung früh ab.
Den end- oder achselständigen Blütenstand bildet eine lang gestielte, vielblütige Scheindolde mit Blüten in Schattierungen von blau, lavendel oder weiß. Die kleinen, gestielten und fünfzähligen Blüten sind zwittrig mit doppelter Blütenhülle. Es ist ein flacher Blütenbecher vorhanden. Die eingebogenen, dreieckigen Kelchblätter sind petaloid. Die kapuzenförmigen Kronblätter sind lang genagelt. Es sind kurze Staubblätter und ein halbunterständiger, dreikammeriger Fruchtknoten mit kurzem, dreiästigen Griffel vorhanden. Es ist ein Diskus vorhanden.
Die kleine, rundliche Frucht ist eine klebrige, dreiteilige, -samige Kapsel im Blütenbecher von etwa 0,5 Zentimeter Länge. Die Früchte sind anders als bei anderen Arten der Gattung ungehörnt.

## Verbreitung und Lebensraum
Ceanothus leucodermis ist in Kalifornien und Baja California beheimatet, wo die Art im Bergland der Küsten und des Inlands lebt. Sie besiedelt das Chaparral, Nadelwälder mit gemäßigtem Klima und Eichenwälder.

## Ökologie
Wie alle Säckelblumen-Arten lebt Ceanothus leucodermis in Symbiose mit Luftstickstoff bindenden Frankia-Bakterien, was als Aktinorrhiza bezeichnet wird.